# Store Fuglede
Store Fuglede is een plaats in de Deense regio Seeland, gemeente Kalundborg, en telt 238 inwoners (2008).